# Книги памяти (Канада)
Восемь Книг памяти (англ. Books of Remembrance, фр. Livres du Souvenir) — тома иллюминированных рукописей, в которых записаны имена членов Вооружённых сил Канады и торгового флота Канады, погибших на службе в военное время и в других конфликтах. Они находятся в Мемориальной палате в Башне мира на Парламентском холме в Оттаве. Первой книгой стала книга погибших в Первой мировой войне.
Витрина для первой книги была спроектирована Джоном Пирсоном, архитектором Башни мира, и изготовлена Robert Mitchell Company и британской Bromsgrove Guild Limited в 1928 году. Она изготовлена из бронзы, эмали и других металлов и украшена четырьмя коленопреклонёнными ангелами и лентой, опоясывающей лавр. Витрина установлена на расположенном в центре палаты алтаре, подаренном Канаде Великобританией и изготовленном из английского хоптонвудского известняка. Следующие книги выставлены на расположенных у стен палаты алтарях, изготовленных из хоптонвудского известняка и бронзы и украшенных маками.
Страницы каждой из книг переворачиваются каждый день в 11 часов утра констеблем службы парламентской охраны, так что каждое имя демонстрируется посетителям по крайней мере один раз в течение каждого календарного года.

## Концепция
Во время Первой мировой войны, 1 июля 1917 года премьер-министр Роберт Борден объявил, что Мемориальная палата будет включён в будущую Башню Мира, часть реконструкции центрального здания канадского парламента после пожара 1916 года. Он сказал, что это будет «мемориал долгу наших предков и доблести тех канадцев, которые в Великой войне сражались за свободы Канады, Империи и человечества».
Хотя изначально планировалось написать имена погибших канадцев на стенах палаты, по итогу было решено, что практичнее следовать идее полковника А. Фортескью Дюгида, а именно разместить Книги памяти внутри палаты.
3 августа 1927 года, находясь в Оттаве, принц Уэльский (впоследствии король Эдуард VIII) открыл алтарь, подарок британского правительства, на котором должна была покоиться книга Первой мировой войны. Камень для ступеней был добыт в карьерах на полях Фландрии, а латунные таблички были отлиты из стреляных гильз времен войны.

### Иллюминация
Все книги имеют иллюминацию; у книг по двум мировым войнам каждая страница имеет широкую рамку вверху, украшенную растительными мотивами, обычно листьями, и знаком подразделения. В других книгах иллюминация есть только на титульном листе.

## Книги

### Первая мировая война
Книга о Первой мировой войне является самой большой из книг, содержащей 66 655 имён. Джеймсу Пёрвсу из Лондона, Онтарио, потребовалось одиннадцать лет, чтобы собрать необходимые материалы для начала работы над книгой, и после его смерти в 1940 году работа перешла к его помощнику Алану Беддоу который завершил книгу к 1942 году. (Беддоу провёл следующие тридцать лет своей жизни в качестве главного художника книг, умер в 1975 году.) Среди авторов первой книги была Эвелин Ламбарт, которая впоследствии стала аниматором в Канадской государственной службе кинематографии.

### Вторая мировая война
В 1948 году было объявлено, что будет создана вторая книга, чтобы увековечить память 44 893 канадцев, погибших во Второй мировой войне. Для Беддоу были назначены: главный помощник, пять помощников художников, два писателя, бухгалтер и корректор. Книгу планировалось завершить в 1952 году. Однако ряд задержек замедлил ход работы — особенно после того, как правительство в 1951 году решило начать работу сначала, чтобы переписать все имена, на этот раз включая аббревиатуры отдельных полков. Книга была завершена в 1957 году и была помещена в Мемориальную палату вместе с первой книгой.
В 1959 году влага уничтожила переплёты двух книг о мировой войне, и их пришлось переплетать заново.

### Ньюфаундленд
Книга Ньюфаундленда, увековечивающая память более 2300 жителей Ньюфаундленда, погибших в Первой и Второй мировых войнах (до того, как Ньюфаундленд стал провинцией Канады), была помещена в Мемориальный палату в 1973 году.

### Корейская война
516 канадцев погибли в Корейской войне (1950–1953).

### Бурская война и Нильская экспедиция
Первая заморская война Канады, Нильская экспедиция (1884–1885), унесла жизни 16 добровольцев из 400 человек из канадских Нильских вояжёров.
Из 7000 канадских солдат, участвовавших во Второй англо-бурской войне, около 250 погибли и перечислены в книге.

### Торговый флот
Более 570 канадских мужчин и женщин из торгового флота Канады  погибли во время Первой мировой войны и более 1600 во время Второй мировой войны. Эта книга была размещена в Мемориальной палате в 1993 году.

### 7-я книга, «На службе Канаде»
Седьмая Книга памяти, размещеная в Мемориальной палате в 11 ноября 2005 года, перечисляет членов канадских вооружённых сил, которые погибли при исполнении служебных обязанностей после Второй мировой войны (кроме тех, кто уже был охвачен книгой о Корейской войне). В отличие от других книг, которые были разработаны после окончания каждого периода военных действий, седьмая книга продолжается и, как ожидается, будет продолжаться «для будущих поколений». В настоящее время в производстве находится второй том для 7-й Книги памяти.
По состоянию на 2018 год каллиграфом 7-й Книги памяти, тома I и II, был житель Оттавы Ричард Драффин.

### Война 1812 года
В 2019 году была опубликована восьмая книга о войне 1812 года, в которой перечислены имена более 1600 погибших солдат, служивших в канадских отрядах или в войсках союзников короны или участвовавших в качестве ополченцев.